# Йоломбо
Йоломбо (исп. Yolombó) — город и муниципалитет на севере Колумбии, на территории департамента Антьокия. Входит в состав субрегиона Северо-Восточная Антьокия.

## История
Впервые индейское поселение Йоломбо упоминается в отчёте испанского конкистадора и основателя Картахены дона Педро де Эредии в 1535 году. Муниципалитет Йоломбо был выделен в отдельную административную единицу в 1883 году.

## Географическое положение

Муниципалитет Йоломбо

Город расположен в восточной части департамента, в гористой местности Центральной Кордильеры, на расстоянии приблизительно 67 километров к северо-востоку от Медельина, административного центра департамента. Абсолютная высота — 1418 метров над уровнем моря.

Муниципалитет Йоломбо граничит на севере с муниципалитетами Яли, Амальфи, Вегачи и Ремедиос, на западе — с муниципалитетом Гомес-Плата, на юго-западе — с муниципалитетом Санта-Роса-де-Осос, на юге — с муниципалитетами Санто-Доминго, Сиснерос и Сан-Роке, на юго-востоке — с муниципалитетом Масео, на востоке — с муниципалитетом Пуэрто-Беррио. Площадь муниципалитета составляет 941 км².

## Население
По данным Национального административного департамента статистики Колумбии, совокупная численность населения города и муниципалитета в 2012 году составляла 22 730 человек.
Динамика численности населения муниципалитета по годам:
| 2005   | 2006   | 2007   | 2008   | 2009   | 2010   | 2011   | 2012   |
| ------ | ------ | ------ | ------ | ------ | ------ | ------ | ------ |
| 20 025 | 20 407 | 20 775 | 21 155 | 21 541 | 21 939 | 22 330 | 22 730 |

Согласно данным переписи 2005 года мужчины составляли 51,7 % от населения Йоломбо, женщины — соответственно 48,3 %. В расовом отношении белые и метисы составляли 98 % от населения города; негры, мулаты и райсальцы — 1,9 %, индейцы — 0,1 %.
Уровень грамотности среди всего населения составлял 83,6 %.

## Экономика
Основу экономики Йоломбо составляют выращивание сахарного тростника и других сельскохозяйственных культур, а также производство панелы.

42,1 % от общего числа городских и муниципальных предприятий составляют предприятия торговой сферы, 33,6 % — предприятия сферы обслуживания, 23,1 % — промышленные предприятия, 1,2 % — предприятия иных отраслей экономики.